# 山口市立良城小学校
山口市立良城小学校（やまぐちしりつ りょうじょうしょうがっこう、英語: Yamaguchi City Ryojo Elementary School）は、山口県山口市吉敷にある公立小学校。

## 概要
- 31学級、児童数829名（2017年現在）[1]。吉敷毛利氏の城下として、藩校憲章館の文教尊重の教えを受け継ぐ。県や市の公共施設が校区内に多数ある[2]。山口市中心部から北西に位置、東・南は湯田・大歳地区、北は美祢市に隣接している。

## 教育目標・理念
- 「ふるさと吉敷を愛し、あたたかい言葉で支え合いながら、進んで学び、人と学び、大切な心と体を自ら守る児童を、家庭・地域とともに育成する」としている。
- いじめ防止スローガンは「『いっしょに遊ぼう』笑顔広がる  魔法の言葉」[3]。

## 受賞歴
- 2005年（平成17年）- NHK全国学校音楽コンクール全国大会銀賞[4]
- 2008年（平成20年）- NHK全国学校音楽コンクール全国大会優良賞[4]
- 2010年（平成22年）- タグラグビー中国地区大会優勝[4]

## 通学区域
- 吉敷畑、中尾西、中尾東上、中尾東下、緑ヶ丘店、赤田、佐畑、中村、木崎、木崎団地、上東、上東住宅団地、下東、京面団地、大橋町、稲葉町、下東公務員住宅[5]。

## 著名な出身者
- 大野将平（柔道選手）
- 原川力（サッカー選手）

## 交通アクセス
- 山口線
  - 大歳駅から徒歩25分
  - 矢原駅から徒歩27分
  - 湯田温泉駅から徒歩35分[6]
- 中国自動車道 小郡ICから車で約10分